# 晩春 (映画)
『晩春』（ばんしゅん）は、1949年（昭和24年）に公開された小津安二郎監督の日本映画。
1949年度の第23回キネマ旬報ベスト・テンの日本映画部門で1位に輝いている。日本国外でも非常に高い評価を得ており、英国映画協会（BFI）選定の2012年版「史上最高の映画」で15位に輝いている。また、2022年版では21位となっている。

## 解説

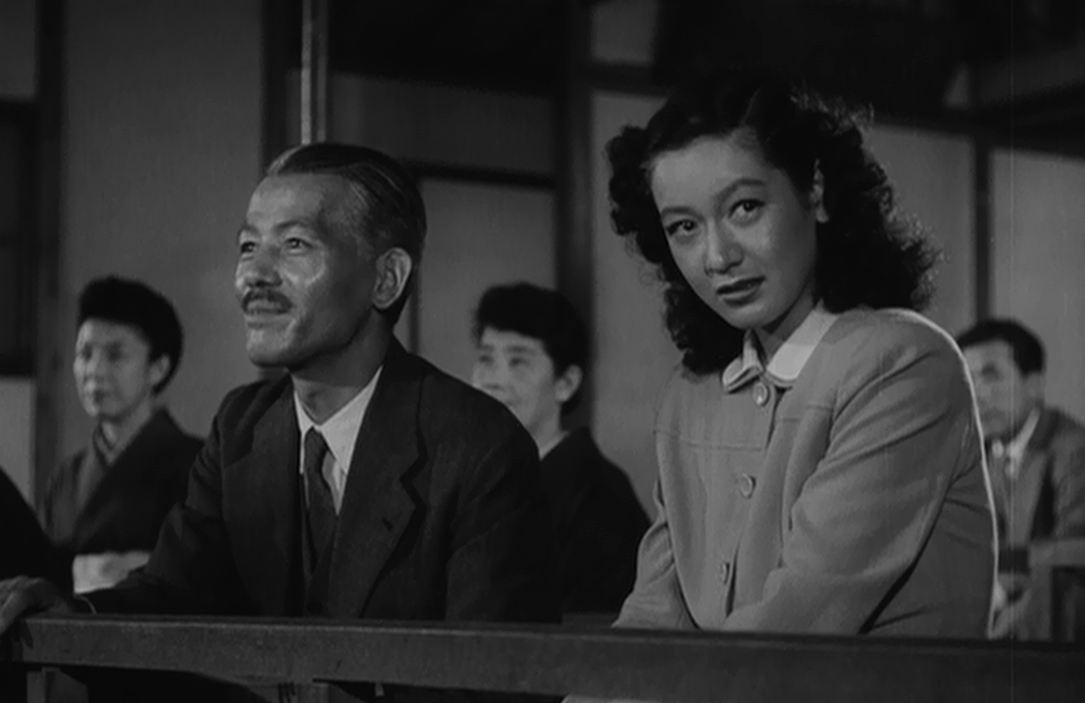
紀子役の原節子とその父親役の笠智衆

娘の結婚を巡るホームドラマを小津が初めて描いた作品であり、その後の小津作品のスタイルを決定した。小津が原節子と初めてコンビを組んだ作品でもある。なお、本作および後年の『麦秋』（1951年）、『東京物語』（1953年）で原節子が演じたヒロインはすべて「紀子」という名前であり、この3作品をまとめて「紀子三部作」と呼ぶこともある。
原作は、作家の広津和郎が熱海に滞在中に書いた小説『父と娘』である。小津は本作以前にもホームドラマを数多く手掛けているが、結婚する娘と父の関係を淡々とした日常の中に描いたのは、本作が初となる。戦後2作目となる前作『風の中の牝雞』（1948年）では、戦後の荒廃した世相を夫婦の危機に反映させた意欲作だったにもかかわらず観客の拒絶にあい、失敗作と認めざるを得なかった小津にとって、一転して娘の結婚をめぐるホームドラマという普遍的な題材は興味を引くものだった。
監督を承諾した小津は、『箱入娘』（1935年）以来14年ぶりにコンビを組む野田高梧と約1年をかけて脚本を執筆し、映画化にのぞんだ。野田とのコンビによる約1年間の脚本共同執筆は、以後、小津の遺作となる『秋刀魚の味』（1962年）まで続くこととなるが、同時に、原節子とのコンビ、笠智衆演じる初老の父親が娘を嫁にやる悲哀など、いわゆる小津映画のスタイルも、すべて本作で初めて確立された。また、ローアングルで切り返す独特な人物ショットの反復や、空舞台と呼ばれる風景カットの挿入などの映像スタイルは、必ずしも本作で初めて採用されたものではないが、以後遺作まで反復される娘の結婚というドラマと連動することによって、その説話的主題を明確にする映像スタイルとして機能することになる。
占領下の日本において、鎌倉や京都の日本的な風景や能舞台などの日本文化をフィルムに焼きつけ、その中で描かれる余分な要素を一切排除した結婚ドラマは、公開当時、そこに日本的なものの復権を感じ取る観客層と、戦後の現実からの逃避とみなす観客層の二つに分かれ、評価は賛否両論となった。しかし、あえて普遍的な人間ドラマをありのままに描こうとする小津の姿勢は、後にテレビ時代に入って本格化するホームドラマの製作スタイルに多大な影響を与えることとなった。一方、映画で語られる人間の感情を描ききるためには映画文法を踏み外すことも辞さない小津の姿勢や、感情を映像化しようとするスタイルは、後に世界中の映画評論家やファンの議論の的となり、小津作品の中でも今なお最も語られることの多い一本である。
本作は、リンゴの皮を剥いていた父親がうなだれるシーンで終わるが、当初小津は父親役の笠智衆に「皮を剥き終えたら慟哭するように」と指示を出していた。大仰な演技を嫌っていた小津からそのような要求を受けたことに驚いた笠は「それはできない」と答え、小津も無理にやらせようとはしなかったため変更になった。小津の指示通りに演技をしていた笠が、唯一小津に異を唱えたのがこのシーンである。笠は後に、小津自身も迷っていたのかもしれず、また自分にそういう演技はできないことを小津も分かっていたのだろうとした上で「できるできないは別にして、とにかくやってみるべきだった。監督に言われたことはどんなことでもやるのが俳優の仕事」と語っている。
劇中の能の演目は小津が能楽師の金春惣右衛門に相談し、本作が恋物語であることから、金春が『杜若』を提案し、採用された。『杜若』はカキツバタの精の話で、『伊勢物語』第九段に出てくる在原業平のカキツバタの和歌（遠く都に置いてきた妻を想う歌）を下敷きにしたもの。クレジットには「杜若 戀之舞」とあるが、「戀之舞」の部分は編集時にカットされた。シテを演じているのは梅若万三郎。

## あらすじ
大学教授の曾宮周吉（笠智衆）は娘の紀子（原節子）と二人、鎌倉で暮らしている。戦中戦後の混乱の中で一時期体調を壊したこともあって未だ独身の紀子を周吉は心配しているが、紀子は周吉の助手の服部（宇佐美淳）とサイクリングに出かけたり、女学校時代の友人であるアヤ（月丘夢路）と夜通し歓談したりしながら、父との生活を楽しんでいる。周吉は服部を紀子との結婚相手として考えたりもするが、彼が既に婚約していることを知ってがっかりするのだった。
ある日、叔母のまさ（杉村春子）から見合いの話を持ちかけられた紀子は、父をひとりにするわけにはいかないと言って断ろうとする。まさは、周吉にも再婚の話があるからその心配は要らないと言って更に説得する。帰宅した紀子は周吉に対し、本当に再婚する意志があるのかと問い詰め、周吉が頷くと大きなショックを受けて、父に対して心を閉ざしてしまう。
ぎくしゃくした日々が続いていたふたりだったが、見合いの後に紀子は結婚を承諾し、嫁入り前の最後の旅行として親子で京都に向かう。周吉の友人の小野寺（三島雅夫）やその家族とも会って楽しく過ごした紀子だったが、明日は東京へ帰るという晩、やはりこのまま周吉と一緒に暮らしたいと心情を吐露する。そんな娘に周吉は、結婚して新しい生活を築いていくことの大切さをこんこんと説き、紀子は「わがまま言ってすみませんでした」とうなずく。
紀子が嫁いだ晩、周吉はアヤと酒を飲みながら、自分の再婚話は紀子を結婚させるためについた「一世一代の嘘」だったのだと告白するのだった。

## 配役
- 曾宮周吉 (大学教授) - 笠智衆
- 紀子 - 原節子
- 北川アヤ(紀子の同級生 出もどり) - 月丘夢路
- 田口まさ (周吉の妹 紀子の叔母) - 杉村春子（文学座）
- 勝義 - 青木放屁
- 服部昌一 (周吉の助手) - 宇佐美淳
- 三輪秋子 (茶会の未亡人) - 三宅邦子
- 小野寺譲 (周吉の友人) - 三島雅夫
- 小野寺きく (譲の後妻)- 坪内美子
- 小野寺美佐子 (譲の娘)- 桂木洋子
- 多喜川の亭主 - 清水一郎
- 林清造 - 谷崎純
- 林しげ - 高橋豊子
- 茶湯の先生 - 紅沢葉子
- 観世流  杜若  恋之舞
  - シテ：梅若万三郎
  - ワキ：野島信
  - 笛：島田巳久馬
  - 小鼓：北村一郎
  - 大鼓：安福春雄
  - 太鼓：金春惣一
  - 後見：青木只一、吉田長弘
  - 地謡：観世清寿、梅若新太郎、観世静夫、戸田清二、福田光蔵、高田新一郎、石田清之助、青木豊、長谷川欽造、長谷川雅山

## スタッフ
- 監督 - 小津安二郎
- 原作 - 廣津和郎「父と娘」より
- 脚本 - 野田高梧、小津安二郎
- 撮影 - 厚田雄春
- 製作 - 山本武
- 美術 - 浜田辰雄
- 調音 - 妹尾芳三郎
- 録音 - 佐々木秀孝
- 照明 - 磯野春雄
- 編集 - 浜村義康
- 音楽 - 伊藤宣二
- 装置 - 山本金太郎
- 装飾 - 小牧基胤
- 衣裳 - 鈴木文次郎
- 現像 - 林龍次
- 焼付 - 中村興一
- 進行担当 - 渡辺大
- 監督助手 - 山本浩三、塚本粧吉、田代幸蔵、斎藤武市
- 撮影助手 - 井上晴二、川又昂、老川元薫、舎川芳次、松田武生
- 美術助手 - 熊谷正男
- 調音助手 - 堀義臣、末松光次郎、佐藤廣文、大藤亮
- 照明助手 - 鈴木茂男、青松明
- 装置助手 - 佐須角三
- 結髪 - 佐久間とく
- 装飾助手 - 山崎鉄治、相原誠
- 床山 - 吉沢金太郎、柿沢久栄
- 工作 - 三井定義
- 擬音 - 斎藤六三郎
- 編集助手 - 羽太みきよ
- 演技事務 - 八木政雄
- 撮影事務 - 田尻丈夫

## 作品データ
- 製作：松竹大船撮影所
- フォーマット：白黒 スタンダードサイズ (1.37:1)、モノラル
- 初回興行：国際劇場
- 同時上映：

## 評価・批評
本作をめぐる論争の中に「壺のカット論争」がある。これは、終盤近くの京都の旅館のシーンにおいて、父親と娘が枕を並べて眠っていると、床の間に置かれた壺が一瞬写り込むカットの意味をめぐるものである。アメリカの映画監督ポール・シュレイダーは、これを父と別れなければならない娘の心情を象徴する「物のあわれ」の風情であると評している。また映画評論家のドナルド・リチーは、壺を見ているのは娘であり、壺を見つめる娘の視線に結婚の決意が隠されていると分析する。一方、この二人に対して異議を唱えているのが、『監督 小津安二郎』で小津映画の評価に新しい方向性を投げかけた蓮實重彦である。蓮實は、まず小津映画において、父子とはいえ性別の異なる男女が枕を並べて眠っていること自体が例外的であり、またすべてを白昼の光の中に鮮明な輪郭を持って描いてきた小津が、月光によって逆光のシルエットになっている壺を描いたことも例外であるとする。そして蓮實は、それらから父と娘の間に横たわる見えない性的なイメージを読み取ろうとしている。娘が父に対して性的コンプレックス（エレクトラコンプレックス）を抱いているのではないかという憶測を最初に投げかけたのは、映画評論家の岩崎昶である。岩崎は壺の意味については言及していないが、『キネマ旬報別冊 小津安二郎・人と芸術』（1964年）の中で、父娘の会話が旅館の寝床の上で交わされていることに注目し、父に対して性的コンプレックスを抱いていた娘が、この旅館のシーンを転機に父から性的に解放される名シーンであると論じている。
一方で、これらの推測は、娘が壺を見ているという前提があるからこそ成立するものであるが、編集されたフィルムを見る限り、娘は壺を見ていないとする反論もあり、性的か否か、壺を見ているか否かという論争は、今もなお決着がついていない。小津生誕100年を記念して2003年に国際シンポジウムが東京で開催された際、出席者のひとりだったポルトガルの映画監督マノエル・デ・オリヴェイラがこの問題について明確に「父子相姦」と言及して、議論を巻き起こした。なお、杉村春子はこのようなカットを撮影する際に、小津から「気持ちを残したように演技してください」と注文を受けたと語っている。
対して、女性史研究者の池川玲子は、詳細な画像分析に基づいて、これらと全く異なる解釈をおこなっている。池川は、問題のカットの左端の暗がりに置かれた小さな塔に着目し、このカットが「壺と塔のセットを基準に、明暗、生死、陰陽といった二元論で構成されている」と指摘する。その上で、その二元論の意味するところは「男女」であり「子宮とペニス」であると結論づけている。さらに池川は、『晩春』の前年に制作された『幸福の限界』（大映京都、監督木村恵吾、脚本新藤兼人）においても、原節子演じるヒロイン由岐子の自室に大量の壺が設置されていることを指摘し、壺が「次世代を育む子宮」のメタファーであったと結論付けている。
スーパー戦隊シリーズ爆竜戦隊アバレンジャー28話にこの晩春をオマージュしたシーンがある。怪人にさらわれる花嫁役のおとり捜査で、タイトルは「晩夏」となっている。

## テレビドラマ
2003年に小津安二郎生誕100年を記念して『娘の結婚』というタイトルでリメイクされ、WOWOWドラマW第7弾として放送された。監督は市川崑で、長塚京三と鈴木京香が主演した。時代を現代に置き換えるなど、大幅な改変がなされている。
2006年には再編集を経て日本テレビのDRAMA COMPLEX枠で地上波放送された。

### キャスト（リメイク）
- 雨宮規子 - 鈴木京香
- 雨宮周吉 - 長塚京三
- 杉山昌二 - 仲村トオル
- 坂本綾 - 緒川たまき
- 高梨まさ - 藤村志保

### スタッフ（リメイク）
- 原作 - 廣津和郎、小津安二郎/野田高梧『晩春』より
- 監督 - 市川崑
- 脚本 - 小津安二郎、野田高梧
- 潤本 - 久里子亭
- 撮影 - 五十畑幸勇
- 美術 - 桜井佳代
- 照明 - 斎藤薫
- 録音 - 浦田和治
- 調音 - 大橋鉄矢
- 編集 - 長田千鶴子
- 助監督 - 是沢邦男
- 製作担当 - 鈴木勇、松枝彰
- VE - さとうまなぶ
- 音楽 - 谷川賢作
- 装飾 - うてなまさたか
- 衣装 - 斎藤育子
- 統括プロデューサー - 青木泰憲（WOWOW）
- プロデューサー - 松橋真三（WOWOW）、鶴間和夫（C.A.L）

### 関連商品
DVD
- 娘の結婚（2004年7月24日、松竹ホームビデオ、DA-0370）